# Посольство России в Венгрии
Посольство России в Венгрии — официальное дипломатическое представительство Российской Федерации в Венгрии.
Чрезвычайный и полномочный посол России в Венгрии (с 18 февраля 2021 г.) — Евгений Станиславов.

## История дипломатических отношений

### СССР
4 февраля 1934 года были установлены дипломатические отношения между СССР и Венгрией, которые были прерваны в июне 1941 года в связи со вступлением Венгрии в войну против Советского Союза. 25 сентября 1945 года —восстановление дипотношений между СССР и Венгрией.

### Российская Федерация
Дипломатические отношения между Российской Федерацией и Венгрией установлены 6 декабря 1991 года.

## Современность

### Здания
С конца 1940-х гг. Посольство СССР, а затем — России, находится по адресу: Будапешт, 6-й район, ул. Байза, д. 35. В построенном позднее соседнем здании (проспект Андрашши, д. 104) расположен консульский отдел посольства.
С 1954 года в Будапеште действует школа при посольстве, в настоящее время являющаяся специализированным структурным подразделением диппредставительства. Школьный комплекс расположен в 13-м районе Будапешта, на его территории находятся учебный корпус, жилой дом для сотрудников, спортплощадки и парк.